# Priapodes longipalpata
Priapodes longipalpata là một loài bướm đêm trong họ Geometridae.